# スターツ出版
スターツ出版株式会社（スターツしゅっぱん）は、日本の出版社。不動産会社スターツコーポレーションの傘下にある。

## 概要
スターツ出版は、小説投稿サイトを起点とした書籍、電子書籍、コミックの発行を行う書籍コンテンツ事業と、厳選店舗だけを掲載したWeb予約サービス「OZのプレミアム予約」の送客手数料ビジネスと女性向けWEBメディア「オズモール」・雑誌「オズマガジン」・フリーマガジン「メトロミニッツ」等の東京地域密着の自社メディアとSNSコミュニティ「東京女子部」等を活用した宣伝・販促ビジネスを行うメディアソリューション事業を展開している。
早くから紙メディアと携帯電話・ウェブの連携を行っており、『Deep Love』のヒットによりブームの火付け役となったケータイ小説はその成果といえる。

## 沿革
- 1983年3月 - 千曲不動産株式会社（現・スターツコーポレーション株式会社）の100％出資で、地域コミュニティー紙の発行を目的として千曲出版株式会社を東京都江戸川区西葛西に設立[1]。
- 1987年6月 - レジャー情報誌として「オズマガジン」を創刊。隔月発売とし全国のペンションにて販売。
- 1988年4月 - 「オズマガジン」を首都圏・名古屋・関西の書店にて販売開始。
- 1989年5月 - 「オズマガジン」が月刊誌として雑誌コードを取得
- 1989年10月 - 商号をスターツ出版株式会社に変更。本店を東京都江戸川区西葛西から東京都中央区京橋に移転。
- 1991年4月 - 既刊コミュニティ紙を統合し名称を「アエルデ」に変更すると同時に誌面を一新する
- 1992年7月 - 業務上の理由から本店を東京都中央区京橋から東京都江戸川区東葛西に移転
- 1996年10月 - 「オズマガジン」のホームページ「オズモール」を開設し、インターネット事業を開始。
- 1998年4月 - 当社が50％を出資し、賃貸住宅情報誌発行会社として株式会社住宅流通推進協会を設立。
- 1999年4月 - 本店を東京都江戸川区東葛西から東京都江戸川区中葛西に移転
- 1999年10月 - 子会社である株式会社スターツツーリストの当社所有の全株式を当社の親会社であるスターツ株式会社に売却
- 2000年6月 - ｉモード上の検索サイト「モバイルオズ」をオープン
- 2001年4月 - 当社の関連会社の株式会社住宅流通推進協会がスターツ株式会社の関連会社である株式会社リアルジョブ（現・ピタットハウスネットワーク株式会社）と合併
- 2001年8月1日 - 日本証券業協会に株式を店頭登録
- 2002年11月 - 営団地下鉄（現東京メトロ）駅構内で無料配布するフリーマガジン「メトロミニッツ」創刊
- 2003年7月 - オズモール上で「オズのプレミアム予約」サービス（オズのホテル予約）がスタート
- 2004年12月 - 日本証券業協会への店頭登録を取消し、ジャスダック証券取引所に株式を上場
- 2006年11月 - 書籍「恋空」（上・下）２巻あわせて100万部突破[1]
- 2007年6月 - ケータイ小説投稿サイト「野いちご」をオープン
- 2007年8月 - 季刊「オズマガジントラベル」（現・OZmagazineTRIP）創刊
- 2007年9月 - 書籍「天使がくれたもの」が映画化
- 2008年3月 - 書籍「生きてるってシアワセ！」がテレビドラマ化（ドラマタイトル「三十万人からの奇跡〜二度目のハッピーバースディ〜」）
- 2008年6月 - 女性ライフスタイル誌「オズプラス」創刊。「オズマガジン」を月2回刊から月刊に変更[3]。
- 2009年4月 - 「ケータイ小説文庫」シリーズ創刊
- 2010年4月 - ジャスダック証券取引所と大阪証券取引所の合併に伴い、大阪証券取引所JASDAQ（スタンダード）市場に上場
- 2011年10月 - 小説サイト「Berry's Cafe」がオープン
- 2013年4月 - 「Berry's Books」創刊
- 2012年3月 - 資生堂が株式の2.5%を取得し、資本参加[4]
- 2013年4月 - 「ベリーズ文庫」創刊
- 2013年7月 - 東京証券取引所と大阪証券取引所の統合に伴い、東京証券取引所JASDAQ（スタンダード）に上場
- 2015年4月 - 「マカロン文庫」創刊
- 2015年12月 - 「スターツ出版文庫」創刊
- 2016年8月 - 「comic Berry's」創刊
- 2017年3月 - 「野いちご文庫」創刊
- 2016年11月 - 「ベリーズコミックス」創刊[1][5]
- 2019年4月 - 小説サイト「ノベマ！」がオープン
- 2019年6月 - 「noicomi」創刊
- 2019年9月 - 「Berry's Fantasy」創刊
- 2020年6月 - 「ベリーズファンタジー」創刊
- 2020年8月 - 「野いちごジュニア文庫」創刊
- 2020年12月 - 「Berry's Fantasy COMICS」創刊
- 2021年5月 - 「comic グラスト」創刊[6][7]
- 2021年11月 - 「グラストNOVELS」、「グラストCOMICS」創刊[8][9]
- 2023年9月 - 「Comic Lueur」創刊[10]
- 2024年12月 - 「BeLuck文庫」創刊[11]

## 雑誌
- OZ magazine（オズマガジン）（奇数月12日）[12] - 女性向けライフスタイル誌、1987年6月創刊
  - OZmagazineTRIP（オズマガジントリップ）（増刊）[13] - 旅する女性の情報誌
- comic Berry's - 電子コミック誌
- Berry's Fantasy - 電子コミック誌
- noicomi[14] - 電子コミック誌
- comic グラスト - 電子コミック誌

### 過去に発行していた雑誌
- OZ magazine Wedding[15]
- Oz plus[16]
- OZmagazine Petit（オズマガジンプチ）（2013[17] - 2024） - OZ magazineのプチサイズ版

## フリーペーパー
- メトロミニッツ[18] - 東京メトロ駅構内で無料配布するライフスタイルフリーマガジン
- アエルデ（江戸川版、浦安版） - 地域情報紙、マイカサイとして1983年2月創刊[1]

### 過去に発行していたフリーペーパー
- Golden min[19]
- metro age[20][21]

## 書籍
- 野いちごジュニア文庫（2020年8月創刊） - 女子小中学生向け恋愛書籍レーベル
- 野いちご文庫（2017年3月創刊） - 10代後半の女子中高生向け恋愛書籍レーベル
- ケータイ小説文庫（2009年4月創刊） - 女子中高生向け恋愛書籍レーベル
- スターツ出版文庫（2015年12月創刊） - 全年齢男女向け青春・恋愛ファンタジー書籍レーベル
- ベリーズ文庫（2013年創刊） - 大人女子向け恋愛書籍レーベル
- マカロン文庫（2015年創刊、電子書籍のみのレーベル） - 大人女子向け電子書籍専用レーベル
- ベリーズファンタジー（2020年6月創刊） - 女性向け恋愛ファンタジー書籍レーベル
- グラストNOVELS（2021年11月創刊[8][9]） - 男性向け異世界ファンタジー書籍レーベル
- noicomi COMICS（ノイコミコミックス）（2022年8月創刊） -  電子コミック雑誌「noicomi」掲載作品を紙コミックとして発刊するレーベル、、電子版単行本はnoicomiとして発売
- Berry's COMICS（ベリーズコミックス）（2016年11月電子コミック版創刊、2018年2月紙コミック版を創刊[5]） -  電子コミック雑誌「comic Berry's」掲載作品を紙コミックとして発刊するレーベル
- Berry's Fantasy COMICS（2020年12月創刊） - 電子コミック雑誌「Berry's Fantasy」掲載作品を紙コミックとして発刊するレーベル、電子版単行本はBerry's COMICSとして発売
- グラストCOMICS（2021年8月電子コミック版創刊、2021年11月紙コミック創刊[8][9]） - 男性向け異世界ファンタジーコミックレーベル
- Comic Lueur（2023年9月創刊[10]、電子書籍のみのレーベル） - 大人女子向け恋愛電子コミックレーベル
- BeLuck文庫（2024年12月創刊） - ボーイズラブ書籍レーベル

### ベストセラー
小説
- 『Deep Love』Yoshi
- 『恋空』美嘉
- 『この涙が枯れるまで』ゆき
- 『天くれシリーズ』chaco
- 『純愛』稲森遥香
- 『大切な約束』Hikari
- 『白いジャージ』reY
- 『クリアネス』十和
- 『星空』流奈
- 『被害妄想彼氏』アポロ
- 『いつか、眠りにつく日』いぬじゅん
- 『君が落とした青空』櫻いいよ
- 『交換ウソ日記』櫻いいよ
- 『カラダ探し』ウェルザード[22]
- 『あの花が咲く丘で、君とまた出会えたら。』汐見夏衛
- 『夜が明けたら、いちばんに君に会いにいく』汐見夏衛
- 『すべての恋が終わるとしても』冬野夜空
- 『鬼の花嫁』クレハ

漫画
- 『-50kgのシンデレラ』原作：望月いく、作画：紅月りと。

## Webサイト
- OZmall（オズモール） -東京都市圏勤務のOLをターゲットとした情報ポータルサイト。サイトコンセプトは「東京女子の恋とキレイを応援」。1996年（平成8年）に開始。2010年（平成22年）に会員数が100万人を超え[23]、2020年1月現在に会員登録数が340万人を突破[1]。宿泊施設、レストラン、ヘアサロン、ネイルサロン、リラクゼーションサロンの予約送客サービス「OZのプレミアム予約」、占い、特集記事、クチコミ掲示板などのコンテンツがある。

- アエルデ - 町と人をつなぐコミュニケーションサイト
- 野いちご - 2007年5月開始の女性向け小説サイト。
- Berry's Cafe - 2011年5月開始の大人の女性向け小説サイト[24]。
- ノベマ！ - 2019年4月開始の男女向け総合小説サイト[25]。

### かつて運営していたWebサイト
- マンガマルシェまんまる。 - マンガ投稿サイト。2012年7月2日にオープンした[26]。サイバードの『ajaマンガbooks』を引き継いだサイトだった[27]。2013年10月31日をもってサイトを閉鎖した[28]。
- Web comic magazine marun（マルン） - 無料のWebコミックマガジン[29]。『マンガマルシェまんまる。』から派生し[30]、2012年12月20日オープンした[31]。2013年10月31日をもってサイトを閉鎖した[28]。
- メトロミニッツWEB  - 雑誌×オンライン予約連動型のウェブマガジン[32]。